# Dixella subobscura
Dixella subobscura är en tvåvingeart som först beskrevs av Takahashi 1958.  Dixella subobscura ingår i släktet Dixella och familjen u-myggor. Inga underarter finns listade i Catalogue of Life.